# Marie-Rose Carême
Pour les articles homonymes, voir Carême (homonymie).
Marie-Rose Carême est un entraîneur français de football, qui dirige le club de l'ASC Le Geldar depuis 2010. Il a été sélectionneur de la Guyane à deux reprises (de 2004 à 2005 puis de 2013 à 2018).